# Războaiele Sioux
Războaiele Sioux au fost o serie de conflicte între Statele Unite și diverse triburi ale ameridienilor Sioux care au avut loc spre finalul secolului al XIX-lea. Primul conflictul a avut loc în 1854 în Fortul Laramie din statul Wyoming, iar ultimul în 1890.

## Primul Război Sioux
Primul Război Sioux s-a purtat între 1854 și 1856 ca urmare a Masacrului Grattan.